# 佩拉馬拉烏帕齊拉
佩拉馬拉乌帕齐拉是孟加拉国庫什蒂亞縣的一个乌帕齐拉，位於庫爾納专区的庫什蒂亞縣。。

## 人口
據1991年孟加拉國人口普查，佩拉馬拉共有戶數26,384戶，人口144221人。其中男性佔比51.55%，女性佔比48.45%；成年人口72,279人。該地7歲以上人口之平均識字率為28.1%。